# Wilhelm Josef Grailich
Wilhelm Josef Grailich (Bratislava, 16 febbraio 1829 – Vienna, 13 settembre 1859) è stato un mineralogista austriaco.

## Biografia
Studiò dal 1847 al Politecnico e all'Università di Vienna, dove ricevette il dottorato nel 1854. Successivamente fu assistente presso l'istituto fisico dell'università. Nel marzo 1855 ottenne l'abilitazione per la cristallografia, la fisica dei cristalli, la fisica generale e la matematica superiore.
Nel 1856 divenne assistente e successore di Gustav Adolf Kenngott a Vienna. Nel 1857 fu professore di fisica superiore. Nel 1858 fu eletto membro corrispondente dell'Accademia bavarese delle scienze. Dal 1859 fu membro dell'Accademia delle scienze di Vienna.
Tradusse il libro di William Hallowes Miller sulla cristallografia. Per i fenomeni di fluorescenza nei cristalli, fornì una spiegazione scientifica. Migliorò il ponte di Wheatstone.